# Alexei Iwanowitsch Rykow

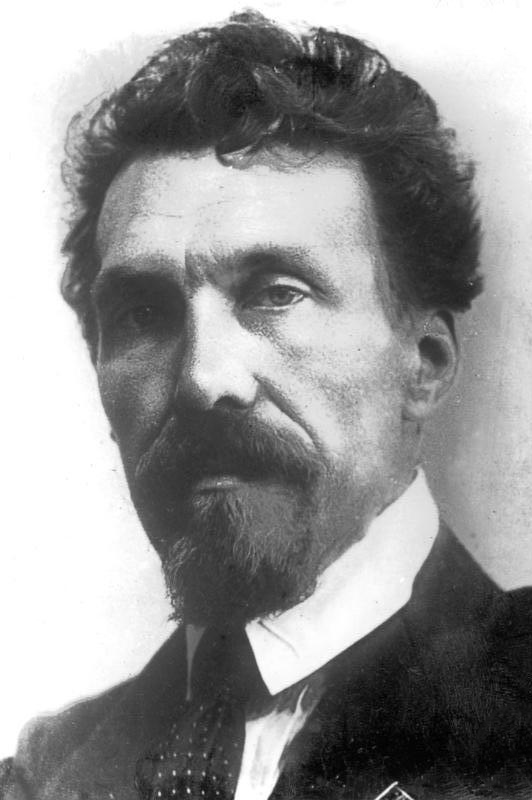
Alexei Rykow (1924)

Alexei Iwanowitsch Rykow (russisch Алексе́й Ива́нович Ры́ков, wiss. Transliteration Aleksej Ivanovič Rykov; * 13. Februarjul. / 25. Februar 1881greg. in Saratow; † 15. März 1938 in Moskau) war ein sowjetischer Politiker. Von 1924 bis 1930 war er Vorsitzender des Rates der Volkskommissare (Ministerpräsident der UdSSR). Rykow wurde im Zuge der Stalinschen Säuberungen hingerichtet.

## Leben

### Frühe Aktivitäten
Rykow war Sohn von Bauern und trat um 1899 in die Sozialdemokratische Arbeiterpartei Russlands ein. Dort schloss er sich 1903 den Bolschewiki an und nahm aktiv an der Russischen Revolution von 1905 teil.
Ab Herbst 1900 studierte er an der Universität in Kasan, wo er sich einem linken Komitee anschloss. 1901 wurde er für neun Monate inhaftiert. Im Frühling 1905 wurde  er in London in das Zentralkomitee der SDAPR(B) gewählt.
1910 brach er aufgrund des autoritären Führungsstils Lenins mit den Bolschewiki. Nach der Februarrevolution 1917 wurde er ein führendes Mitglied des Moskauer Sowjets. Lenins Aprilthesen stand er ablehnend gegenüber.
Ungeachtet seiner Differenzen zu Lenin wurde Rykow nach der Oktoberrevolution 1917 in das Präsidium des 2. Gesamtrussischen Kongresses der Räte der Arbeiter-, Soldaten- und Bauerndeputierten gewählt.

### Partei- und Regierungsämter
Bis 1918 war er Volkskommissar für Innere Angelegenheiten. Er gab dieses Amt zurück, weil die Regierung nur von Bolschewiki gestellt wurde und nicht von einer Koalition, wie er es gefordert hatte.
1918 bis 1920 war er Volkskommissar für den Obersten Volkswirtschaftsrat, 1921 bis 1924 stellvertretender Vorsitzender des Rates der Volkskommissare. Rykow unterstützte die NÖP. Im März 1922 erklärte er auf dem Plenum des Moskauer Sowjets, dass es untragbar sei, erneut zu den Methoden des Kriegskommunismus überzugehen. Er forderte, die Gewaltanwendung in den Dörfern zu beenden.
Am 3. April 1922 wurde er zum Vollmitglied des siebenköpfigen Politbüros gewählt. Nach Lenins Tod wurde er am 2. Februar 1924 Vorsitzender des Rates der Volkskommissare. Seit 1926 führte er den Rat für Arbeit und Verteidigung sowie das Wissenschaftskomitee.
Die Stadt Jenakijewe in der Ukraine war als Rykowo zwischen 1923 und 1936 nach ihm benannt.
Rykow war maßgeblich am ersten Fünfjahresplan beteiligt. Er verlangte, der Sozialismus müsse die Ware-Geld-Beziehung beachten, und die wirtschaftliche Selbstständigkeit der Produzenten dürfe nicht beschränkt werden.

### Abstieg
Bei den internen Auseinandersetzungen unterstützte er zunächst Stalin gegen Trotzki. Mit Bucharin und Tomski wandte er sich jedoch seit Anfang 1928 nachdrücklich gegen Stalins immer schärferes Vorgehen gegen das „Kulakentum“ sowie die Kollektivierungskampagne und trat für eine maßvolle Agrarpolitik ein.
Im Laufe des Jahres 1928 konnte Stalin die Mehrheit des Politbüros allmählich auf seine Seite bringen. Als Bucharin am 30. September 1928 in der Prawda im Artikel Notizen eines Ökonomen in scharfer Form seine Ansichten bekräftigte, verurteilte das Politbüro diesen Artikel, wobei auch Rykow Zugeständnisse in mehreren Punkten machte.
Dennoch wurde er, der Stalin ökonomische Inkompetenz vorgeworfen hatte, als einer der Führer der ab April 1929 von Stalin so betitelten Rechtsopposition eingestuft. Im April- und Novemberplenum des ZK und der ZKK 1929 unterschied Stalin zwischen einer ZK-Linie und einer Linie der Bucharin-Gruppe. Rykow wurde wie Bucharin von seinen Posten abgesetzt, blieb jedoch im Politbüro.
Als Bucharin am 17. November 1929 aus dem Politbüro ausgeschlossen wurde, unterschrieben Rykow, Bucharin und Tomski bereits eine Woche später einen Brief an das ZK, in dem die Unterzeichneten ihre „Fehler“ eingestanden und erklärten, sie würden ihrerseits nun einen entschiedenen Kampf gegen alle Abweichungen von der Generallinie der Partei führen.
Obwohl in der Presse als „Helfershelfer des Kulakentums“ dargestellt, wählte der 16. Parteitag im Juni/Juli 1930 die drei in das ZK. Im Dezember 1930 wurde Rykow aus dem Politbüro ausgeschlossen und von Molotow im Amt des Vorsitzenden des Rates der Volkskommissare abgelöst. Er war dann von 1931 bis 1936 als Volkskommissar für das Post- und Fernmeldewesen tätig.
Beim 17. Parteitag im Januar/Februar 1934, dem „Parteitag der Sieger“, pries er Stalins besondere Fähigkeiten, der „als Führer und Organisator unserer Siege sich bereits in der ersten Zeit durch größte Kraft hervorgetan“ habe und „bereits in jener Periode sofort und unverzüglich vor der ganzen damaligen Parteiführung herausragte.“

### Das Ende
1937 geriet Rykow in den Sog der Stalinschen Säuberungen. Auf dem Februar-März-Plenum des Jahres 1937 wurde eine Resolution „in der Sache Bucharin und Rykow“ verabschiedet. Eine Kommission von 60 ZK-Mitgliedern unter der Leitung Mikojans sollte den Fall untersuchen. Diese befand, Bucharin und Rykow hätten von Sabotage- und Terrorakten gewusst und dabei geholfen.
Am 27. Februar wurden die beiden vor das Plenum des ZK geladen und aufgefordert, ihre Teilnahme an antistaatlichen Aktionen zu gestehen. Daraufhin wurde über einen von Jeschow vorbereiteten Antrag abgestimmt, die beiden als Kandidaten aus dem ZK und aus der Partei auszuschließen und anschließend vor ein Militärgericht zu stellen und erschießen zu lassen. Als die Mehrheit zwar für den Ausschluss, aber gegen die Erschießung stimmte, schlug Stalin vor, die Angelegenheit zur Untersuchung dem NKWD zu übergeben, was einstimmig angenommen wurde. Unmittelbar darauf wurden Bucharin und Rykow verhaftet und eine Resolution verabschiedet, welche die Vorwürfe gegen die beiden bekräftigte.
Am 7. März 1937 wurden Rykow und Bucharin als Kandidaten aus dem ZK und aus der WKP (B) ausgeschlossen. 1938 wurden sie im dritten der Moskauer Prozesse, dem „Prozess der 21“ angeklagt, zusammen mit Trotzki einen Umsturz vorbereitet zu haben. Rykow gestand alle ihm zur Last gelegten Taten und erklärte: „Ich möchte, daß diejenigen, die noch nicht entlarvt sind und noch nicht abgerüstet haben, dies unverzüglich und offen tun. Ich möchte, daß sie sich an meinem Beispiel von der Unvermeidbarkeit abzurüsten überzeugen.“ Rykow wurde schuldig gesprochen und in der Moskauer Lubjanka exekutiert.
1988 wurde er juristisch und politisch rehabilitiert.